# Rivière Ferrée (Lac Ferré)
Pour les articles homonymes, voir Rivière Ferrée et Ferrée.
La rivière Ferrée coule dans le territoire non organisé du Lac-Huron, ainsi que dans les municipalités de Saint-Marcellin et de Saint-Narcisse-de-Rimouski, dans la municipalité régionale de comté (MRC) de Rimouski-Neigette, dans la région administrative du Bas-Saint-Laurent, au Québec, au Canada.
Prenant sa source sur le versant Nord du mont Guy-Leblanc, la rivière Ferrée descend des montagnes jusqu'à une plaine forestière et agricole, où elle se déverse sur la rive nord de la rivière Rimouski ; cette dernière serpente vers l'ouest, puis se dirige vers le nord, jusqu'à la rive sud du fleuve Saint-Laurent où elle se déverse au cœur de la ville de Rimouski. La route 232 longe par le côté nord-ouest tout le cours de la rivière Ferrée dans Saint-Narcisse-de-Rimouski.

## Géographie
La rivière Ferrée prend sa source dans la partie nord du territoire non organisé du Lac-Huron, sur le versant Nord du mont Guy-Leblanc et sur le versant Sud-Est de la montagne Blanche. Cette source est située à :
- 22,9 km au sud-est du littoral Sud-Est du fleuve Saint-Laurent ;
- 0,3 km au sud-ouest de la limite de Saint-Marcellin ;
- 7,7 km à l'est du centre du village de Saint-Narcisse-de-Rimouski ;
- 0,3 km au sud-est de la limite de la municipalité de Saint-Narcisse-de-Rimouski.

À partir de sa source, la rivière Ferrée coule sur 15,7 km, d'abord en contournant la montagne Blanche par le côté nord-est. Le cours de la rivière se répartit comme suit :
- 0,4 km vers le nord-est, dans le territoire non organisé du Lac-Huron, jusqu'à la limite sud-ouest de la municipalité de Saint-Marcellin ;
- 2,2 km vers le nord-ouest, en coupant la route de la réserve de Rimouski, jusqu'à la décharge du lac Beau (venant du nord) ;
- 1,2 km vers le nord-ouest, jusqu'à la limite de la municipalité de Saint-Narcisse-de-Rimouski ;
- 0,5 km vers le nord-ouest, jusqu'à la décharge du lac à Antonio-Gagné ;
- 1,2 km vers le sud-ouest, en coupant la route de la réserve de Rimouski, jusqu'à la décharge (venant du nord) d'un petit lac ;
- 2,8 km vers le sud-ouest, jusqu'à la décharge (venant du nord-ouest) d'un lac ;
- 1,4 km vers le sud, jusqu'à un ruisseau (venant du nord-est) ;
- 2,5 km vers le sud-ouest, jusqu'à la rive nord-est du Petit lac Ferré ;
- 1,4 km vers le sud-ouest, en traversant le Petit lac Ferré (altitude : 167 m) presque sur sa pleine longueur ;
- 2,1 km vers le sud-ouest, en traversant une petite zone de marais, jusqu'à la confluence de la rivière[2].

La rivière Ferrée se déverse sur la rive nord du lac Ferrée (longueur : 1,5 km ; altitude : 167 m), lequel s'écoule par la Sud dans le lac à la Truite (longueur : 0,4 km ; altitude : 167 m) que le courant traverse vers le sud-ouest. Puis le courant coule sur 0,6 km vers le sud-ouest, jusqu'à la rive nord de la rivière Rimouski, dans Saint-Narcisse-de-Rimouski.
La confluence de la rivière Ferrée est située à :
- 28,9 km au sud-est du littoral sud-est du fleuve Saint-Laurent ;
- 6,8 km au sud du centre du village de Saint-Narcisse-de-Rimouski.

## Toponymie
Le toponyme rivière Ferrée a été officialisé le 5 décembre 1968 à la Commission de toponymie du Québec.